# بوب غراهام (سياسي أسترالي)
بوب غراهام (بالإنجليزية: Bob Graham)‏ هو سياسي أسترالي، ولد في 13 مايو 1942 في أستراليا. حزبياً، نشط في حزب العمال الأسترالي. وقد انتخب عضو مجلس نواب تسمانيا عن دائرة دنيسون ‏ (12 يوليو 1984 – 8 فبراير 1986) وانتخب عضو مجلس نواب تسمانيا عن دائرة دنيسون ‏ (8 سبتمبر 1980 – 15 مايو 1982).